# 新八角
新 八角（あたらし やすみ、1993年 - ）は、日本のライトノベル作家、脚本家。茨城県在住。

## 来歴
中学生の頃から小説を書き始めた。電撃小説大賞第16回、第17回、第21回に応募したが、1次選考落ちだった。21歳の2015年、投稿作「背天紅路」で第22回電撃小説大賞《銀賞》を受賞し、同作を改稿・改題した『血翼王亡命譚I ―祈刀のアルナ―』で作家デビューした。

## 作品リスト

### 単行本
- 《血翼王亡命譚》（電撃文庫、イラスト：吟）
  1. 『血翼王亡命譚I -祈刀のアルナ-』2016年3月10日発売 ISBN 978-4-04-865765-5
  2. 『血翼王亡命譚II -ナサンゴラの幻翼-』2016年6月10日発売 ISBN 978-4-04-892125-1
  3. 『血翼王亡命譚III -ガラドの夜明け-』2016年9月10日発売 ISBN 978-4-04-892357-6
- 《滅びの季節に《花》と《獣》は》（電撃文庫、イラスト：フライ）
  1. 『滅びの季節に《花》と《獣》は 〈上〉』2018年2月10日発売 ISBN 978-4-04-893571-5
  2. 『滅びの季節に《花》と《獣》は 〈下〉』2018年4月10日発売 ISBN 978-4-04-893788-7
- 《ヒトの時代は終わったけれど、それでもお腹は減りますか?》（電撃文庫、イラスト：ちょこ庵）
  1. 2019年3月9日発売 ISBN 978-4-04-912164-3
  2. 2019年6月8日発売 ISBN 978-4-04-912568-9
- チルドレン・オブ・リヴァイアサン 怪物が生まれた日（電撃文庫、2022年8月）ISBN 978-4-04-914141-2
- 小説 劇場版モノノ怪 唐傘（角川文庫、2024年6月）ISBN 978-4-04-114090-1

### 雑誌掲載作品
小説
- 「爆撃のちタンポポ、本日はピクニック日和」 - 『電撃文庫MAGAZINE』2019年5月号（KADOKAWA）[3]
- 「電撃を食らう乙女たち」 - 『電撃文庫MAGAZINE』2020年5月号（KADOKAWA）[3]
- 「思光」 - 『上陸』第5号（上陸編集部、2023年5月）

エッセイ
- 「月ノ美兎は水を飲む」 - 『ユリイカ』2018年7月号（特集＝バーチャルYouTuber）（青土社）
- 「不気味な泡を生む者は」 - 『ユリイカ』2019年4月号（特集＝上遠野浩平）（青土社）

### 脚本
WEBアニメ
- POKÉTOON『ぽかぽかマグマッグハウス』（2021年8月5日）
- スター・ウォーズ: ビジョンズ『タトゥイーン・ラプソディ』（2021年9月22日）
- POKÉTOON『怒りのオコリザル観察日記』（2024年9月25日）
- POKÉTOON『ゴーゴートに乗って』（2024年10月9日）
- POKÉTOON『ヤミカラスと真夜中のぼうけん』（2025年2月14日）